# Dimitrios Farmakopoulos
Dimitrios Farmakopoulos (auch Demetrios Pharmakopoulos transkribiert, griechisch Δημήτριος Φαρμακόπουλος; * 22. Mai 1919 in Athen; † 1996 ebenda) war ein griechischer Maler, der in seinen Werken hauptsächlich die Zukunft und den Weltraum thematisierte.
Farmakopoulos studierte Malerei an der Athener Kunsthochschule als Schüler von Oumbertos Argyros und Konstantinos Parthenis. Im Zweiten Weltkrieg diente er in der griechischen Armee. Nach der Besetzung Griechenlands, schloss er sich der Widerstandsgruppe EAM an.
1953 ging Farmakopoulos nach Brasilien. In Rio de Janeiro studierte er Kunstgeschichte sowie Innenarchitektur und Bühnentechnik. Später begann er eine Lehrtätigkeit in den Bereichen Inneneinrichtung und Malerei an technischen Schulen Brasiliens. Zudem bekam er Aufträge für die künstlerische Gestaltung von Gebäuden und Sälen. Farmakopoulos arbeitete auch als künstlerischer Direktor des Karnevals von Rio und als Bühnenbildner für das staatliche brasilianische Fernsehen. 1972 kehrte er nach Griechenland zurück.
Farmakopoulos, auch bekannt als Mimis Farmakopoulos, nahm erstmals 1949 an einer Kunstausstellung in Athen teil. Zwischen 1957 und 1969 nahm er an zahlreichen brasilianischen Kunstausstellungen teil. Bis zu seinem Tod im Jahre 1996 war Farmakopoulos Ehrenmitglied der Kommunistischen Partei Griechenlands.
| Personendaten    | Personendaten |
| ---------------- | --- |
| NAME             | Farmakopoulos, Dimitrios                                                                                         |
| ALTERNATIVNAMEN  | Farmakopoulos, Demetrios; Pharmakopoulos, Demetrios; Farmakopoulos, Mimis; Φαρμακόπουλος, Δημήτριος (griechisch) |
| KURZBESCHREIBUNG | griechischer Maler                                                                                               |
| GEBURTSDATUM     | 22. Mai 1919 |
| GEBURTSORT       | Athen |
| STERBEDATUM      | 1996 |
| STERBEORT        | Athen |